# Хамекиты
Хамекиты, хамхети (др.-греч. χαμαικοῖται, при буквальном переводе — «спящие на земле»; лат. Chamaecoetae) — племя I века, проживавшее в предгорьях Северного Кавказа и упоминаемое Страбоном в его труде «География». Кроме слов Страбона о них нет других сведений.

## Возможная локализация и этноним
Страбон описывает хамекитов как соседствующих с троглодитами, полифагами и исадиками. По предположению В. Б. Виноградова и К. З. Чокаева хамекиты являлись древним вайнахским племенем, локализуемым в горной Ингушетии и сопоставляется с названием ингушского тейпа и одноимённого горного аула Хамхи в верховьях реки Ассы. Е. И. Крупнов сначала локализовал хамекитов в горной Чечне, однако позже согласился с версией Б. В. Виноградова и К. З. Чокаева о Хамхи. Н. Г. Волкова поставила локализацию троглодитов, хамекитов и исадиков на территории Чечено-Ингушетии под сомнение за слабостью аргументации и заметила, что о языковой принадлежности жителей её гор и предгорий в эпоху античности ничего неизвестно.  Л. И. Лавров называл неперспективными различные поиски ингушских и чеченских предков среди хамекитов и других древних племён (гаргареев, исидонов, нахчаматеанк) на основе случайного созвучия с названиями Хамхи и Садой, самоназваниями «нохчо» или «г1алг1ай».
Другие исследователи считают, что хамекиты не обозначало этническую принадлежность, было только способом сказать читателям «Географии» о предположительном образе жизни народа.